# Hydnophytum
Genre
Hydnophytum  est un genre de plantes épiphytes myrmécophytes (vivant en symbiose avec des fourmis) de la famille des Rubiaceae. Ce genre regroupe 55 espèces connues.
Ce nom vient du grec ancien hydnon qui signifie « tubercules », et phyton qui signifie « plante », en raison du fait que ces plantes ressemblent à d'autres plantes dites « succulentes » (produisant des tiges ou feuilles gonflées d'eau). Le gros pseudo-bulbe produit par cette plante est en fait un habitat destiné aux fourmis symbiotes qui vont défendre la plante contre tout éventuel agresseurs.

## Aire de répartition et habitat
Ce genre est originaire de Asie du Sud, de la région du Pacifique et se retrouve aussi dans le Queensland au nord de l'Australie.
Les espèces de ce genre poussent accrochées aux grosses branches des arbres ou sur leurs troncs.

## Symbiose
Comme le genre apparenté Myrmecodia, les espèces du genre Hydnophytum sont connues pour leur capacité symbiotiques, qui fait appel aux fourmis.
L'espèce type est Hydnophytum formicarum qui vit aux Philippines. Mais ce genre comprend 55 espèces, dont 44 dans et autour de la Nouvelle-Guinée. Beaucoup sont encore très mal connues, dont 11 qui ne sont connues que par un holotype.
Le caudex (renflement de la partie basse de la plante), à paroi lisse, contient des cavités et tunnels débouchant vers l'extérieur. Il fournit à des fourmis vivant dans la canopée de la forêt tropicale, un habitat protégé de la pluie et de nombreux prédateurs (par des épines). Ces fourmis assurent la défense de la plante et n'attaquent pas les tissus de cette dernière. Toute la colonie défend la plante si elle est dérangée. La colonie de fourmis fournit des éléments nutritifs à la plantes en laissant ses déchets dans les tunnels à l'intérieur du caudex. De glandes spéciales disposées le long des tunnels, absorbent cette matière organique qui nourrit alors la plante qui peut ainsi efficacement recueillir des éléments nutritifs (via les fourmis) provenant d'une zone beaucoup plus grande que ce que ses racines auraient jamais pu couvrir.
Ces plantes peuvent être artificiellement cultivées sans la présence de fourmis.
Deux espèces sont occasionnellement observées en culture ;
- Hydnophytum ferrugineum sur la chaîne des McIlwraith, à l'Est de Coen sur la péninsule du Cap York (Caudex épineux gonflé),
- H. moseleyanum , également sur le Cap York (Caudex moins épineux)[4].

## Liste des espèces et variétés
Selon Catalogue of Life (14 mars 2020) :
Selon World Checklist of Selected Plant Families (WCSP) (14 mars 2020) :
Selon The Plant List (14 mars 2020) :
- Hydnophytum agatifolium Valeton
- Hydnophytum albense Valeton
- Hydnophytum albertisii Becc.
- Hydnophytum alboviride Merr. & L.M.Perry
- Hydnophytum amboinense Becc.
- Hydnophytum amplifolium S.Moore
- Hydnophytum andamanense Becc.
- Hydnophytum angustifolium Merr.
- Hydnophytum archboldianum Merr. & L.M.Perry
- Hydnophytum borneanum Becc.
- Hydnophytum brachycladum Merr.
- Hydnophytum bracteatum Valeton
- Hydnophytum brassii S.Moore
- Hydnophytum buxifolium Merr. & L.M.Perry
- Hydnophytum camporum S.Moore
- Hydnophytum capitatum Valeton
- Hydnophytum confertifolium Merr. & L.M.Perry
- Hydnophytum contortum Merr. & L.M.Perry
- Hydnophytum cordifolium Valeton
- Hydnophytum coriaceum Becc.
- Hydnophytum costatum Drake
- Hydnophytum crassicaule P.Royen
- Hydnophytum crassifolium Becc.
- Hydnophytum cuneatum Valeton
- Hydnophytum decipiens Merr. & L.M.Perry
- Hydnophytum dipteropodum (K.Schum. & Lauterb.) Valeton
- Hydnophytum dolichophyllum Valeton
- Hydnophytum ellipticum Merr. & L.M.Perry
- Hydnophytum ferrugineum P.I.Forst.
- Hydnophytum forbesii Hook.f.
- Hydnophytum formicarum Jack
- Hydnophytum grandiflorum Becc.
- Hydnophytum grandifolium Valeton
- Hydnophytum guppyanum Becc.
- Hydnophytum hahlii Rech.
- Hydnophytum hellwigii Warb.
- Hydnophytum heterophyllum Merr. & L.M.Perry
- Hydnophytum inerme (Gaudich.) Bremek.
- Hydnophytum intermedium Elmer
- Hydnophytum kajewskii Merr. & L.M.Perry
- Hydnophytum kejense Becc.
- Hydnophytum kelelense Valeton
- Hydnophytum kochii Valeton
- Hydnophytum lanceolatum Miq.
- Hydnophytum laurifolium Warb.
- Hydnophytum lauterbachii Valeton
- Hydnophytum ledermannii Valeton
- Hydnophytum leytense Merr.
- Hydnophytum linearifolium Valeton
- Hydnophytum longiflorum A.Gray
- Hydnophytum longipes Merr. & L.M.Perry
- Hydnophytum longistylum Becc.
- Hydnophytum loranthifolium (Benth.) Becc.
- Hydnophytum lucidulum Valeton
- Hydnophytum macrophyllum Warb.
- Hydnophytum magnifolium Merr. & L.M.Perry
- Hydnophytum membranaceum Merr.
- Hydnophytum microphyllum Becc.
- Hydnophytum mindanaense Elmer
- Hydnophytum mindorense Merr.
- Hydnophytum montis-kani Valeton
- Hydnophytum moseleyanum Becc.
- Hydnophytum myrtifolium Merr. & L.M.Perry
- Hydnophytum nigrescens Merr. & L.M.Perry
- Hydnophytum nitidum Merr.
- Hydnophytum normale Becc.
- Hydnophytum oblongum (Benth.) Becc.
- Hydnophytum orbiculatum Elmer
- Hydnophytum ovatum Miq.
- Hydnophytum papuanum Becc.
- Hydnophytum parvifolium Valeton
- Hydnophytum petiolatum Becc.
- Hydnophytum philippinense Becc.
- Hydnophytum punamense Lauterb.
- Hydnophytum radicans Becc.
- Hydnophytum ramispinum Merr. & L.M.Perry
- Hydnophytum robustum Rech.
- Hydnophytum selebicum Becc.
- Hydnophytum simplex Becc.
- Hydnophytum spathulatum Valeton
- Hydnophytum stenophyllum Valeton
- Hydnophytum stewartii Fosberg
- Hydnophytum subfalcifolium Valeton
- Hydnophytum subnormale K.Schum.
- Hydnophytum subrotundum Valeton
- Hydnophytum subsessile Valeton
- Hydnophytum sumatranum Becc.
- Hydnophytum tetrapterum Becc.
- Hydnophytum tortuosum Becc.
- Hydnophytum vaccinifolium P.Royen
- Hydnophytum virgatum Valeton
- Hydnophytum vitis-idaea Merr. & L.M.Perry
- Hydnophytum wilkinsonii Horne ex Baker
- Hydnophytum zippelianum Becc.

Selon Tropicos (14 mars 2020) (Attention liste brute contenant possiblement des synonymes) :
- Hydnophytum agatifolium Valeton
- Hydnophytum albense Valeton
- Hydnophytum albertisii Becc.
- Hydnophytum alboviride Merr. & L.M. Perry
- Hydnophytum amboinense Becc.
- Hydnophytum amplifolium S. Moore
- Hydnophytum andamanense Becc.
- Hydnophytum angustifolium Merr.
- Hydnophytum archboldianum Merr. & L.M. Perry
- Hydnophytum beccarii K. Schum.
- Hydnophytum blumei Becc.
- Hydnophytum borneanum Becc.
- Hydnophytum borneense Becc.
- Hydnophytum brachycladum Merr.
- Hydnophytum bracteatum Valeton
- Hydnophytum brassii S. Moore
- Hydnophytum buxifolium Merr. & L.M. Perry
- Hydnophytum camporum S. Moore
- Hydnophytum capitatum Valeton
- Hydnophytum confertifolium Merr. & L.M. Perry
- Hydnophytum contortum Merr. & L.M. Perry
- Hydnophytum cordifolium Valeton
- Hydnophytum coriaceum Becc.
- Hydnophytum costatum Drake
- Hydnophytum crassicaule P. Royen
- Hydnophytum crassifolium Becc.
- Hydnophytum cuneatum Valeton
- Hydnophytum decipiens Merr. & L.M. Perry
- Hydnophytum dipteropodum (K. Schum. & Lauterb.) Valeton
- Hydnophytum dolichophyllum Valeton
- Hydnophytum ellipticum Merr. & L.M. Perry
- Hydnophytum ferrugineum P.I. Forst.
- Hydnophytum forbesii Hook. f.
- Hydnophytum formicarum Jack
- Hydnophytum gaudichaudii (Gaudich.) Becc.
- Hydnophytum grandiflorum Becc.
- Hydnophytum grandifolium Valeton
- Hydnophytum guppyanum Becc.
- Hydnophytum hahlii Rech.
- Hydnophytum hellwigii Warb.
- Hydnophytum heterophyllum Merr. & L.M. Perry
- Hydnophytum horneanum Becc.
- Hydnophytum inerme (Gaudich.) Bremek.
- Hydnophytum intermedium Elmer
- Hydnophytum kajewskii Merr. & L.M. Perry
- Hydnophytum kejense Becc.
- Hydnophytum kelelense Valeton
- Hydnophytum kochii Valeton
- Hydnophytum lanceolatum Miq.
- Hydnophytum laurifolium Warb.
- Hydnophytum lauterbachii Valeton
- Hydnophytum ledermannii Valeton
- Hydnophytum leytense Merr.
- Hydnophytum linearifolium Valeton
- Hydnophytum longiflorum A. Gray
- Hydnophytum longipes Merr. & L.M. Perry
- Hydnophytum longistylum Becc.
- Hydnophytum loranthifolium (Benth.) Becc.
- Hydnophytum lucidulum Valeton
- Hydnophytum macrophyllum Warb.
- Hydnophytum magnifolium Merr. & L.M. Perry
- Hydnophytum membranaceum Merr.
- Hydnophytum microphyllum Becc.
- Hydnophytum mindanaense Elmer
- Hydnophytum mindananense Elmer
- Hydnophytum mindorense Merr.
- Hydnophytum montanum Blume
- Hydnophytum montis-kani Valeton
- Hydnophytum moseleyanum Becc.
- Hydnophytum myrtifolium Merr. & L.M. Perry
- Hydnophytum nigrescens Merr. & L.M. Perry
- Hydnophytum nitidum Merr.
- Hydnophytum normale Becc.
- Hydnophytum oblongum (Benth.) Becc.
- Hydnophytum orbiculatum Elmer
- Hydnophytum ovatum Miq.
- Hydnophytum papuanum Becc.
- Hydnophytum parvifolium Valeton
- Hydnophytum petiolatum Becc.
- Hydnophytum philippinense Becc.
- Hydnophytum puffii Y.W. Low, Sugau & K.M. Wong
- Hydnophytum punamense Lauterb.
- Hydnophytum radicans Becc.
- Hydnophytum ramispinum Merr. & L.M. Perry
- Hydnophytum robustum Rech.
- Hydnophytum selebicum Becc.
- Hydnophytum simplex Becc.
- Hydnophytum spathulatum Valeton
- Hydnophytum stenophyllum Valeton
- Hydnophytum stewartii Fosberg
- Hydnophytum subfalcifolium Valeton
- Hydnophytum subnormale K. Schum.
- Hydnophytum subrotundum Valeton
- Hydnophytum subsessile Valeton
- Hydnophytum sumatranum Becc.
- Hydnophytum tenuiflorum Becc.
- Hydnophytum tetrapterum Becc.
- Hydnophytum tortuosum Becc.
- Hydnophytum vaccinifolium P. Royen
- Hydnophytum virgatum Valeton
- Hydnophytum vitis-idaea Merr. & L.M. Perry
- Hydnophytum wilkinsonii Horne ex Baker
- Hydnophytum wilsonii Horne ex Baker
- Hydnophytum zippelianum Becc.